# بيرت كيربي
بيرت كيربي (بالإنجليزية: Bert Kirby)‏ مواليد 1908 - وفيات 1972، كان ملاكم محترف بريطاني صنّف ضمن فئة وزن الذبابة.

## إحصائيات
خاض خلال مسيرته 202 نزالا، فاز في 122 وتعادل في 17 وخسر في 62. فاز بالضربة القاضية في 40 نزالا.

## روابط خارجية
- بيرت كيربي على موقع بوكس ريك (الإنجليزية) (registration required)